# Racisme anti-asiatique

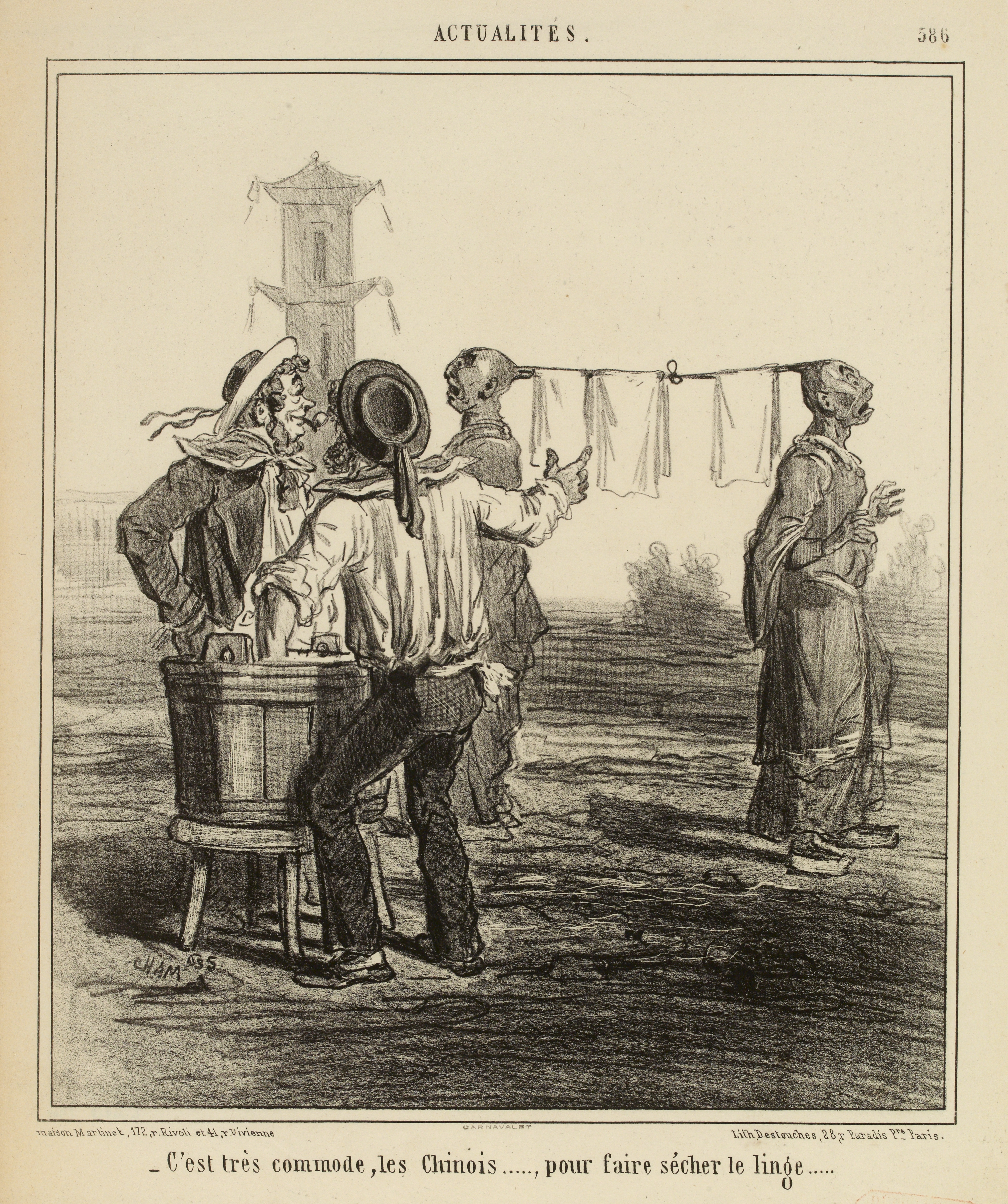
« C'est très commode, les Chinois »

Le racisme anti-asiatique est une forme d'hostilité raciste envers les personnes asiatiques,.

## Aux États-Unis
Organisations anti-racistes américaines :
- Stop AAPI Hate.

## En France
Organisations anti-racistes françaises :
- Association des jeunes Chinois de France ;
- Conseil représentatif des associations asiatiques de France.